# William B. Campbell

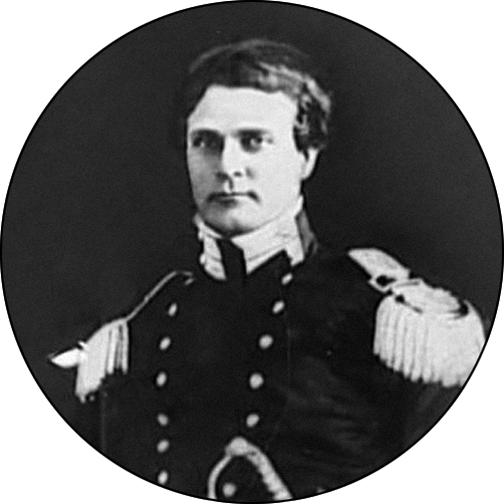
William B. Campbell

William Bowell Campbell (* 1. Februar 1807 im Sumner County, Tennessee; † 19. August 1867 in Lebanon, Tennessee) war ein US-amerikanischer Politiker und von 1851 bis 1853 der 16. Gouverneur von Tennessee. Zuvor hatte er diesen Bundesstaat von 1837 bis 1851 im US-Repräsentantenhaus vertreten.

## Frühe Jahre
Der junge William Campbell studierte bei David Campbell, dem späteren Gouverneur von Virginia, Jura. 1829 kehrte er nach Tennessee zurück, wo er als Anwalt zugelassen wurde. In seiner Kanzlei in Carthage praktizierte über 20 Jahre lang als Jurist. Im Jahr 1831 wurde Campbell Staatsanwalt für seinen Bezirk. 1835 erfolgte die Wahl in das Repräsentantenhaus von Tennessee. Beim Ausbruch des Seminolenkrieges meldete er sich freiwillig und diente unter William Trousdale. Nach dem Ende des Krieges wurde er für drei Legislaturperioden (1837–1843) in den Kongress gewählt, wo er den sechsten Wahlbezirk seines Staates vertrat. Von 1847 bis 1850 war er Richter im 4. Gerichtsbezirk (4th Judical Circuit) von Tennessee. Außerdem war er Teilnehmer des Mexikanisch-Amerikanischen Krieges, wobei er sich in mehreren Schlachten auszeichnete. 1851 wurde er gegen den Amtsinhaber Trousdale zum Gouverneur von Tennessee gewählt.

## Gouverneur von Tennessee
Campbell war der letzte Gouverneur von Tennessee, der der Whig Party angehörte. Er führte eine bereits begonnene Justizreform weiter und sicherte die Gelder für den Weiterbau eines Krankenhauses für geistig Behinderte. Der Bau des Kapitols in Nashville wurde unter ihm weitergeführt. Campbell entschloss sich 1853 nicht mehr zu kandidieren. Sein Nachfolger wurde der Demokrat und spätere US-Präsident Andrew Johnson.
Nach dem Ende seiner Amtszeit zog sich Campbell zunächst ins Privatleben zurück. Er zog von Carthage nach Lebanon, wo er Präsident der Bank of Middle Tennessee wurde. 1860 setzte er sich im Präsidentschaftswahlkampf für John Bell ein, den Kandidaten der Constitutional Union Party. Nach der Wahl des Republikaners Abraham Lincoln setzte er sich in Tennessee für den Verbleib in der Union ein und war entschieden gegen die Sezession. Bei Ausbruch des Bürgerkrieges entschied er sich folglich für die Nordstaaten. Lincoln ernannte ihn 1862 zum Brigadegeneral einer Freiwilligeneinheit innerhalb der Unionsstreitkräfte. Aufgrund gesundheitlicher Probleme musste er diesen Posten 1863 wieder abgeben.
Nach dem Krieg arbeitete er an der Wiedereingliederung von Tennessee in die Union. Nachdem seine Partei bereits vor dem Bürgerkrieg von der politischen Bildfläche verschwunden war, schloss er sich nun den Demokraten an. Für diese Partei zog er 1866 noch einmal in den Kongress ein. Dort setzte er sich entschieden für Andrew Johnsons Rekonstruktionspolitik ein. Er starb am 19. August 1867 in Lebanon. William Campbell war mit Frances Isabelle Owen verheiratet, mit der er sieben Kinder hatte.